# Famille de Prunelé
 (octobre 2024).
Si vous disposez d'ouvrages ou d'articles de référence ou si vous connaissez des sites web de qualité traitant du thème abordé ici, merci de compléter l'article en donnant les références utiles à sa vérifiabilité et en les liant à la section « Notes et références ».
La famille de Prunelé est une des plus anciennes familles subsistantes de la noblesse française. Elle est originaire de la Beauce où elle est connue depuis le XIIe siècle.

## Personnalités
- Guillaume de Prunelé, croisé
- Guy de Prunelé, évêque d'Orléans (1394-1426)
- Auguste de Prunelé, député du Finistère (1811-1815)
- Jacques de Prunelé (1876 - 1957), cavalier, capitaine de cuirassiers

## Filiation simplifiée
- Raoul
  - Guillaume Ier ca 1155-1248 &1202 Agnès N
    - Guillaume II †1248/ & Anne N †ca 1236
      - Guillaume III †ca 1335 & Isabelle de Compende
        - Guillaume IV †/1335 &1320/ Jeanne d'Averton †1335/
          - Guy †1359..1363 & Marguerite de Pathay †1362/
            - Jean †1417 & Mabille Le Baveux
              - Guillaume V ca 1374-1415 &1394 Philippe de Marchery ca 1374-ca 1395
                - Guillaume VI ca 1394-1461 &1449 Bertrande d'Illiers
                  - Guillaume VII &1470 Catherine de Beauvau
                    - François †/1534 &1508 Antoinette Le Roy
                      - René †/1554 &1528 Anne de Dreux ca 1508-1530/
                        - André †1581 &1558 Marguerite Le Veneur †1563/
                          - Charles †1624 &1583 Madeleine Pinart ca 1563-1654
                            - Françoise †1654/ &1615 Anne de Tournebu †1636

            - Hugues
              - Guillaume &1404 Jeanne Lange
                - Guy & Coline de La Barre
                  - Hugues &1452 Guillemette de Tucé
                    - Etienne & Louise de Ballu
                      - Gilles & Renée de Mésange
                        - Edme †1594 &1570 Marie de Gaudin
                        - Jacques †/1608 &1558 Jacqueline de Graffard †1618
                          - Pierre †1644/ &1615 Cécile de Montdoré
                            - Jacques †/1680 &1656 Jeanne Agnès de Rigné †1681
                              - Jules Charles ca 1658-1698 &1686 Louise de Mervilliers 1665-1687
                                - Jules César 1687-1738 &1719 Antoinette Pailhès 1699-1729
                                  - Jules Etienne Honoré 1722 &1746 Charlotte Gabrielle de Grouches 1719-1775
                                    - Charlotte Gabrielle 1747- &1771 Jérôme Laurent Eon
                                    - Jules Antoine Emmanuel 1748-1783 &1775 Blanche Le Moyne de Bellisle
                                      - Jules Henri 1776-1837 &1826 Eglantine d'Aloigny 1773-1849

## Armes
La famille de Prunelé porte de gueules à six annelets d'or.
Guillaume de Prunelé a porté de gueules, à six annelets d'or, au lambel de quatre pendants d'argent en chef. Ce blason est exposé dans la Salle des Croisades.